# Akwayafe
La rivière Akwayafe (également connue sous le nom de rivière Akpakorum) est une rivière d'Afrique qui se jette dans le golfe de Guinée. Le fleuve forme une partie de la frontière terrestre entre le Cameroun et le Nigeria.